# Liz Vassey
Elizabeth Leigh Vassey (n. 9 august 1972, Raleigh, Carolina de Nord, SUA) este o actriță americană. Cele mai cunoscute roluri ale sale sunt: Emily Ann Sago în Destine secrete⁠(d), Captain Liberty⁠(d) în The Tick⁠(d), Wendy Simms⁠(d) în CSI - Crime și Investigații, Lou în Brotherly Love⁠(d) și Nikki Beaumont în serialul web Nikki & Nora.

## Biografie
Vassey s-a născut în Raleigh, Carolina de Nord.  Aceasta a absolvit liceul Chamberlain din Tampa, Florida în 1990.

## Cariera
Vassey a interpretat-o pe adolescenta Emily Ann Sago în telenovela⁠(d) Destine rătăcite din 1988 până în 1991. Din 2004 până în 2005, a avut un rol episodic în serialul Chemarea lui Tru⁠(d), interpretând rolul doctorului Carrie Allen.
A apărut în mai multe episoade ale sitcomului Doi bărbați și jumătate: „The Last Thing You Want is to Wind Up with a Hump” în 2003, „Twanging Your Magic Clanger”,„The Crazy Bitch Gazette” (2011) și „Nice to Meet You, Walden Schmidt" (2011).
Din 2005 până în 2010, Vassey a avut un rol episodic în CSI - Crime și Investigații. Începând cu cel de-al zecelea sezon, personajul lui Vassey a devenit personaj principal și a început să apară în genericul de deschidere al serialului. Entertainment Weekly anunța pe 1 iunie 2010 că Vassey nu se va întoarce pentru cel de-al unsprezecelea sezon al emisiunii.
Vassey a avut un rol cameo sub numele „Fury Leika” în muzicalul web Dr. Horrible's Sing-Along Blog⁠(d)  al lui Joss Whedon.

## Viața personală
Vassey este căsătorită cu David Emmerichs, un cameraman.
În 2002, împreună cu actriță Kristin Bauer⁠(d), a lansat o companie numită Neurosis to a T(ee), care realizează și vinde tricouri cu sloganuri pentru femei. Acestea ironizează grijile și nevrozele feminine.

## Filmografie

### Filme
| An   | Titlu                | Rol                         | Note        |
| ---- | -------------------- | --------------------------- | ----------- |
| 1993 | Calendar Girl        | Sylvia                      |             |
| 2000 | 9mm of Love          | Julia                       | Scurtmetraj |
| 2001 | Pursuit of Happiness | Renee                       |             |
| 2005 | Man of the House     | Texas Ranger Maggie Swanson |             |

### Televiziune
| An      | Titlu                                         | Rol                            | Note |
| ------- | --------------------------------------------- | ------------------------------ | --- |
| 1988–92 | All My Children                               | Emily Ann Sago Martin          | Rol episodic |
| 1989    | Superboy                                      | Student                        | Episodul: "Birdwoman of the Swamps"                                                                                      |
| 1989    | The New Leave It to Beaver                    | Candy                          | Episodul: "Party Line" Episodul: "Brother vs. Brother"                                                                   |
| 1991    | Quantum Leap                                  | Paula Fletcher                 | Episodul: "Raped" |
| 1992    | Star Trek: The Next Generation                | Kristin                        | Episodul: "Conundrum" |
| 1992    | Walter & Emily                                |                                | Episodul: "Sis" |
| 1992    | Jake and the Fatman                           | Dina Rowen                     | Episodul: "There'll Be Some Changes Made"                                                                                |
| 1992    | Beverly Hills, 90210                          | Marcie St. Claire              | Episodul: "The Pit and the Pendulum"                                                                                     |
| 1992    | Grapevine                                     | Janice                         | Episodul: "The Janice and Brian Story"                                                                                   |
| 1992    | Parker Lewis Can't Lose                       | Mary                           | Episodul: "Summer of '92"                                                                                                |
| 1992    | Married... with Children                      | Lorraine                       | Episodul: "T-R-A Something, Something Spells Tramp"                                                                      |
| 1992    | Herman's Head                                 | Rebecca Woods                  | Episodul: "Sperm 'n' Herman"                                                                                             |
| 1992    | Murphy Brown                                  | Amy Madrid                     | Episodul: "A Year to Remember"                                                                                           |
| 1993    | Quantum Leap                                  | Barbara Whitmore               | Episodul: "Goodbye Norma Jean"                                                                                           |
| 1993    | Love, Lies & Lullabies                        | Chloe                          | Film de televiziune |
| 1993    | Bodies of Evidence                            | Jane Rice                      | Episodul: "Shadows" |
| 1993    | Danger Theatre                                | Lexie                          | Episodul: "Go Ahead, Fry Me"                                                                                             |
| 1993    | The Secrets of Lake Success                   | Suzy Atkins                    | Miniserie TV |
| 1993    | Murder, She Wrote                             | Monica Evers / Candace Bennett | Episodul: "Lone Witness" Episodul: "Love & Hate in Cabot Cove"                                                           |
| 1994    | Love & War                                    | Stephanie                      | Episodul: "I've Got a Crush on You"                                                                                      |
| 1994    | Wings                                         | Courtney                       | Episodul: "Hey, Nineteen"                                                                                                |
| 1994    | Diagnosis: Murder                             | Ilene Bennett                  | Episodul: "Shaker" |
| 1994    | Saved by the Bell: Wedding in Las Vegas       | Carla                          | Film de televiziune |
| 1994    | ER                                            | Liz                            | 4 episoade |
| 1995    | Pig Sty                                       | Tess Galaway                   | 13 episoade |
| 1995    | Dream On                                      | Christine Copeland             | Episodul: "Beam Me Up, Dr. Spock"                                                                                        |
| 1995    | The Adventures of Captain Zoom in Outer Space | Princess Tyra                  | Film de televiziune |
| 1995–97 | Brotherly Love                                | Louise 'Lou' Davis             | 40 de episoade |
| 1997    | Early Edition                                 | Mona The Waitress              | Episodul: "Home" |
| 1997    | Home Improvement                              | Donna                          | Episodul: "The Dating Game"                                                                                              |
| 1998    | Maximum Bob                                   | Kathy Baker                    | 7 episoade |
| 1998    | Fantasy Island                                | Brenda                         | Episodul: "Estrogen" |
| 1999    | Dawson's Creek                                | Wendy Dalrymple                | Episodul: "Escape from Witch Island"                                                                                     |
| 2000    | Dharma & Greg                                 | Kim                            | Episodul: "Drop Dead Gorgeous"                                                                                           |
| 2001    | Life with David J                             |                                | Film de televiziune |
| 2001–02 | The Tick                                      | Captain Liberty                | 9 episoade |
| 2002    | Dragans of New York                           |                                | Film de televiziune |
| 2002    | Push, Nevada                                  | Dawn F. Mitchell               | 6 episoade |
| 2003    | Two and a Half Men                            | Kate                           | Episodul: "The Last Thing You Want is to Wind Up with a Hump"                                                            |
| 2003    | Veritas: The Quest                            | Bella Nicholson                | Episodul: "Skulls" |
| 2003    | The Partners                                  | Christine Ryder                | Film de televiziune |
| 2004    | Nikki & Nora                                  | Nikki Beaumont                 | Episod pilot respins |
| 2005    | Cooked                                        | Dakota                         | Film de televiziune |
| 2005    | 20 Things to Do Before You're 30              |                                | Film de televiziune |
| 2005    | Tru Calling                                   | Dr. Carrie Allen               | 6 episoade |
| 2005–10 | CSI: Crime Scene Investigation                | Wendy Simms                    | 74 de episoade |
| 2007    | The Cure                                      |                                | Film de televiziune |
| 2008    | Dr. Horrible's Sing-Along Blog                | Fury Leika                     | Episodul: "Act III" |
| 2010–11 | Two and a Half Men                            | Michelle                       | Episodul: "Twanging Your Magic Clanger" Episodul: "The Crazy Bitch Gazette" Episodul: "Nice to Meet You, Walden Schmidt" |
| 2011    | Castle                                        | Monica Wyatt                   | Episodul: "Slice of Death"                                                                                               |
| 2011    | Nine                                          | Andrea Valente                 | 8 episoade |
| 2011–12 | Necessary Roughness                           | Gabrielle Pittman              | Episodul: "Baggage Claim" Episodul: "Goal Line" Episodul: "Slumpbuster"                                                  |
| 2012    | Sexting in Suburbia                           | Rachel Van Cleve               | Film de televiziune |
| 2012    | Last Hours in Suburbia                        | Ann                            | Film de televiziune |
| 2019    | The Tick                                      | Lobstercules (voice)           | 4 episoade |